# Sistem
Sistem (перевод на рус. Система) — румынская перкуссионная группа, участники конкурса песни Евровидение 2005.
В состав коллектива входят шесть профессиональных перкуссионистов. Музыка Sistem примечательна прежде всего «инструментами», на которых играют участники — это, как правило, изначально не предназначенные для игры железные и деревянные бочки и т. д. Группа была создана в 2001, и через некоторое время стала популярна в своей стране благодаря выпущенным совместно с Александрой Унгуреану синглам «Emoţii», «Senzaţii» и «Departe de tine». Солисты группы — лауреаты множества наград фестивалей перкуссионной музыки.
4 марта 2005 Sistem, вместе с Луминицей Ангел, становятся победителями отборочного конкурса «Selecţia Naţională 2005», и получают возможность представить свою страну на ежегодном конкурсе песни Евровидение 2005.
На конкурсе ими была исполнена (а точнее сыграна) композиция «Let me try» (рус. Дай мне попробовать). В полуфинале выступление прошло очень удачно — Румыния получила первое место с результатом в 235 баллов. Это позволило Sistem и Луминице пройти в финал, где их выступление было оценено несколько хуже — музыканты заняли третье место, набрав 158 баллов. На данный момент это лучший результат от Румынии на этом конкурсе.